# 後菁寮義昌碾米廠
後菁寮義昌碾米廠，為台南市後壁區的一家碾米廠，興建年代不詳，1948年由梁家買下，1950年創立義昌碾米廠，在碾米場旁亦從事部分米製品加工。2010年1月登錄為台南市歷史建築，而同年3月的高雄甲仙地震造成建築部分龜裂。

## 特色
其牆面構造為日式編竹夾泥牆，屋頂的屋架為穿斗式杉木構造。而其碾米設備仍可使用。